# Wisch (Nordfriesland)
Wisch (frisó septentrional Väsk, danès Visk) és un municipi del districte de Nordfriesland, dins l'Amt Nordsee-Treene, a l'estat alemany de Slesvig-Holstein. És a dotze kilòmetres al sud de Husum, i cinc kilòmetres al nord de Friedrichstadt. El 31 de desembre del 2023 tenia 107 habitants.